# Miravalles
Der Miravalles ist ein 2028 m hoher Stratovulkan im Nordwesten Costa Ricas. Er liegt in der Provinz Guanacaste in der Nähe des Rincón de la Vieja.
Der Krater entstand vor etwa 0,6 bis 1,5 Mio. Jahren durch mehrere explosionsartige Ausbrüche. Die einzige von Menschen beobachtete Eruption war eine kleine Gas-Explosion an der Südwestflanke des Vulkans im Jahre 1946.